# Andi Matichak
Andi Matichak (Framingham, Massachusetts; 3 de mayo de 1994) es una actriz estadounidense-canadiense, reconocida por su participación en series de televisión como 666 Park Avenue, Orange Is the New Black y Blue Bloods, y por su papel como Allyson Nelson en la película de terror Halloween (2018), una secuela directa de la película original homónima de 1978.

## Primeros años
Matichak nació en Framingham, Massachusetts, pero se crio en los suburbios de Chicago, Illinois. Asistió a la escuela secundaria St. Francis en Wheaton, Illinois. Durante un verano mientras aún estaba en la escuela secundaria, Matichak trabajó como modelo en Grecia, donde conoció a un agente de talentos que la animó a actuar. Después de regresar a Chicago, comenzó a tomar clases de actuación. Matichak se graduó de St. Francis High School un año antes y renunció a una beca completa de fútbol para asistir a la Universidad del Sur de Florida, en lugar de mudarse a la ciudad de Nueva York para dedicarse al modelaje y la actuación.

## Carrera
Matichak ha realizado apariciones especiales en series de televisión como 666 Park Avenue, Orange Is the New Black, Underground y Blue Bloods. En 2015, hizo su debut cinematográfico en la película protagonizada por Victoria Justice La lista de no besar de Naomi y Ely. 
Matichak fue una de las protagonistas de la película de terror Halloween (2018). Interpreta el papel de Allyson Nelson, hija de Karen Nelson (personaje interpretado por Judy Greer) y nieta de Laurie Strode (personaje interpretado por la veterana actriz Jamie Lee Curtis retomando su papel en la cinta original).

## Filmografía

### Cine
| Año  | Título                       | Rol            | Notas        |
| ---- | ---------------------------- | -------------- | ------------ |
| 2015 | Naomi and Ely's No Kiss List | Montana        |              |
| 2016 | Miles                        | Wendy Brazda   |              |
| 2017 | Evol                         | Samantha       |              |
| 2018 | Halloween                    | Allyson Nelson |              |
| 2018 | Bathroom Talk                | Lex            | Cortometraje |
| 2019 | Assimilate                   | Kayla Shepard  |              |
| 2020 | Foxhole                      | Gale           |              |
| 2021 | Son                          | Laura          |              |
| 2021 | Halloween Kills              | Allyson Nelson |              |
| 2022 | Halloween Ends               | Allyson Nelson |              |

### Televisión
| Año  | Título                  | Rol          | Notas                             |
| ---- | ----------------------- | ------------ | --------------------------------- |
| 2013 | 666 Park Avenue         | Shannon      | 2 episodios                       |
| 2014 | Making It: The Series   | Maggie       | 4 episodios                       |
| 2015 | Orange Is the New Black | Meadow       | Episodio: «Finger in the Dyke»    |
| 2016 | Underground             | Miss Jubilee | Episodio: «Troubled Water»        |
| 2017 | Blue Bloods             | Caroline     | Episodio: «The One That Got Away» |
| 2017 | The Boonies             | Holly        | Episodios desconocidos            |